# 将渠
将渠（？—？），战国末年燕国的大夫。

## 生平
燕王喜四年（前251年），燕国相国栗腹出使赵国回来，燕王喜听信他的話，企图乘赵长平之戰戰败，攻打趙國。昌国君乐间反对不成，其他大臣附和栗腹。只有将渠也反对：“与人通好约交，而反攻之，用兵不祥。”燕王喜不听，親自率領偏军随栗腹、卿秦出征趙國，急得将渠拉住燕王衣带。被燕王踢了一腳，燕王執意出戰，結果栗腹被殺，卿秦被俘，燕國割地求和。燕王喜任命将渠為相國，與趙國談判求和，趙國撤兵，燕都薊城（今北京市西南）才解圍。